# 上野梨紗
上野 梨紗（うえの りさ、2006年6月24日 - ）は、日本棋院東京本院所属の囲碁棋士。三段。藤澤一就八段門下。

## 経歴
東京都中野区出身。同じく囲碁棋士の上野愛咲美は実姉。
姉・愛咲美の影響を受けて4歳のころから囲碁を始め、藤澤一就が主宰する新宿こども囲碁教室に通う。
小学2年生のときに日本棋院の院生となり、2017年7月にタイで開催された第34回ワールドユース囲碁選手権ジュニアクラス（12歳以下）では3位入賞。
2019年、女流棋士採用試験本戦を7勝1敗の成績で突破、4月に入段。女流棋士の12歳9か月での入段は、仲邑菫（2019年、10歳0か月）・藤沢里菜（2011年、11歳6か月）に次ぐ3番目の年少記録（当時）。
2020年には第24期女流棋聖戦本戦1回戦で同期入段の仲邑菫と対戦。結果は上野の負けとなったが、両者の年齢を足した25歳10か月は史上最年少記録。2021年、若年女流棋士8名で争われた女流ティーンエージャー棋士トーナメント戦（非公式戦）で準優勝（決勝戦で仲邑菫に敗退）。
2022年には姉と同じく角川ドワンゴ学園N高等学校へ進学。同年の第7回扇興杯、第41期女流本因坊戦でいずれも本戦ベスト8まで進出。また、第34期女流名人戦最終予選でリーグ経験者の大森らん、青木喜久代を破り初のリーグ入り。同リーグでは初戦で姉・愛咲美とのプロ入り後初対戦が実現したが、結果は愛咲美の勝利となった。
2023年2月、第19回アジア競技大会の囲碁女子団体戦の最後の1枠を巡って牛栄子扇興杯と対局し勝利。姉の愛咲美、藤沢里菜とともに日本代表に選出された。同年の女流本因坊では初の挑戦手合進出。しかし五番勝負では藤沢女流本因坊にフルセットの末タイトル奪取ならず。女流棋聖戦では挑戦者決定戦での姉妹対決を制し、仲邑への挑戦権を獲得した。この年は49勝19敗で年間最多勝となる。
2024年の第27期女流棋聖戦三番勝負では平塚での第1局を落としたものの、第2局以降は連勝し逆転で初タイトルを獲得。翌28期でも向井挑戦者に連勝し初防衛。
2025年のワールド碁女流最強戦では決勝で崔精九段を半目で破り優勝。

## 人物
自身の棋風については「厚く固めていく棋風」だといい、姉・愛咲美の攻撃的な棋風とは大きく異なる。そうしたこともあって2人で対局を交わすことはまずなく、自宅での勉強は主にコンピュータやネット対局で行っているという。
姉弟子の木部夏生は、上野がすごいと思う点について2つ挙げ、1つは詰碁を解く勉強量の多さ、もう1つは他の棋士との力量差を正確に捉え、物怖じしないまっすぐさだとしている。

## 棋歴

### 獲得タイトル
- SENKO CUPワールド碁女流最強戦 1回（2025・第7回）
- 女流棋聖 2期（2024・第27期／2025・第28期）
- 扇興杯女流囲碁最強戦 1期（2025・第10回）

### 良績
- 柳風杯女流棋士トーナメント大会 優勝（2025年･第1回、非公式戦）
- 女流ティーンエージャー棋士トーナメント戦（SENKO CUPワールド碁女流最強戦2021サイドイベント） 準優勝（2021年、非公式戦）
- アジア競技大会・囲碁女子団体戦（日本チームとして）銅メダル（2023年・第19回）

### 昇段履歴
- 2019年4月1日 入段
- 2022年6月21日 二段（勝数規定）[16]
- 2024年3月8日 三段（勝数規定）[17]

## 年表
| - タイトル戦の欄の氏名は対戦相手。うち、色付きのマス目は獲得(奪取または防衛、あるいは優勝)。青色は挑戦者または失冠、あるいは準優勝。黄色はリーグ入り。 - 棋道賞は、最優 : 最優秀棋士賞、 優秀 : 優秀棋士賞、 特別 : 特別賞、勝率 : 勝率一位賞、 勝利 : 最多勝利賞、 対局 : 最多対局賞、 連勝 : 連勝賞、国際 : 国際賞、 新人 : 新人賞、 女流 : 女流賞、秀哉 : 秀哉賞 - 賞金&対局料は、年度区切りではなく1月 - 12月の集計。単位は万円。緑は女流棋士1位。 |

|       | 女流棋聖    | 女流名人   | 女流立葵杯   | 扇興杯       | 女流本因坊     | 他棋戦 (非公式戦) | 棋道賞 | 賞金 対局料 | 備考 |
| ----- | ----------- | ---------- | ------------ | ------------ | -------------- | ----------------- | ------ | ----------- | ---- |
| 1-2月 | 4月         | 6月        | 7月          | 10‐11月      |                | 他棋戦 (非公式戦) | 棋道賞 | 賞金 対局料 | 備考 |
| 2020  | 予選B       | （休止）   | 予選2回戦    | 予選3回戦    | 予選2回戦      |                   |        |             |      |
| 2021  | 本戦 1回戦  | 予選A      | 予選2回戦    | 本戦 2回戦   | 本戦 2回戦     | ( )               |        |             |      |
| 2022  | 本戦 1回戦  | 予選B      | 予選4回戦    | 本戦 2回戦   | 本戦 ベスト8   |                   |        |             |      |
| 2023  | 本戦 1回戦  | リーグ 3位 | 本戦 ベスト4 | 本戦 ベスト8 | 藤沢里菜 oxoxx |                   | 勝利   |             |      |
| 2024  | 仲邑菫 xoo  | リーグ 4位 | 本戦 ベスト4 | 本戦 ベスト4 | 本戦 決勝進出  |                   |        | 977 (10位)  |      |
| 2025  | 向井千瑛 oo | リーグ 4位 | 挑決 進出    | 藤沢里菜 o   | 本戦           | SENKO杯 (柳風杯)  |        |             |      |